# لا براس
لا براس (La Presse de Tunisie) صحيفة حكومية تونسية ناطقة باللغة الفرنسية تصدر عن الشركة الجديدة للطباعة والصحافة والنشر (سنيب). ويوجد مقرها بتونس العاصمة.

## تاريخها

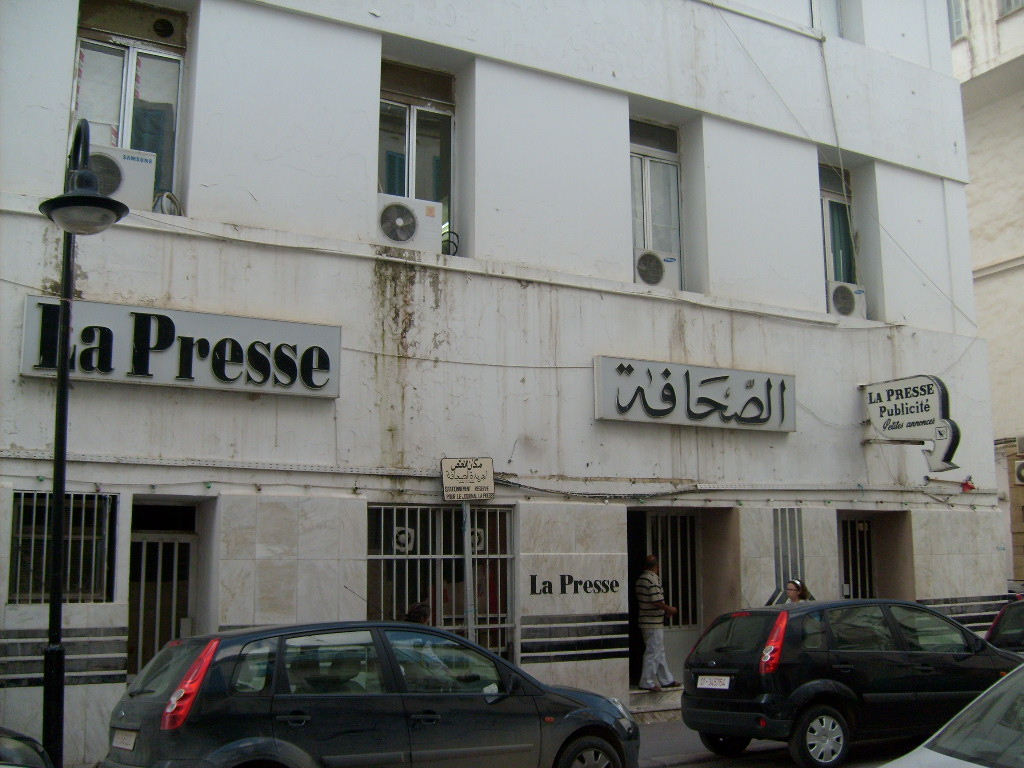
مقر الصحيفة

أسسها اليهودي التونسي هنري سمادجة وصدر العدد الأول منها في 12 مارس 1936. أصبحت صحيفة عامة بعد الاستقلال عام 1956، ومنذ عام 1988 عززت وجودها برديفة لها هي جريدة الصحافة اليومية.
في 7 نوفمبر 1956، تم تحجير طبع وتوزيع وجولان وبيع الجريدة بقرار من وزير الداخلية الطيب المهيري. رفع التحجير في 4 فبراير 1957.

## وصلة خارجية
النشرة الإلكترونية لجريدة لا براس